# Xertigny (tổng)
Tổng Xertigny là một tổng của Pháp, tọa lạc tại tỉnh Vosges trong vùng Lorraine của Pháp.

## Phân chia hành chính
Tổng Xertigny được chia thành 8 xã:
- La Chapelle-aux-Bois
- Charmois-l'Orgueilleux
- Le Clerjus
- Dounoux
- Hadol
- Uriménil
- Uzemain
- Xertigny

## Lịch sử
| Ngày bầu                                  | Tên           | Đảngi        | Chức vụ                                            | Tư cách                                                 |
| ----------------------------------------- | ------------- | ------------ | -------------------------------------------------- | ------------------------------------------------------- |
| 1992-2011                                 | Jackie Pierre | RPR puis UMP | phó chủ tịch của tổng hội đồng, đại biểu tài chính | thượng nghị sĩ, cựu thị trưởng của La Chapelle-aux-Bois |
| Dữ liệu trước đây không còn được biết rõ. |               |              |                                                    |                                                         |

## Biến động dân số
| 1968                                         | 1975 | 1982  | 1990  | 1999 |
| -------------------------------------------- | ---- | ----- | ----- | ---- |
| 9311                                         | 9318 | 10269 | 10231 | 9953 |
| Số liệu từ năm 1968: Dân số không tính trùng |      |       |       |      |